# Myrcia plumbea
Myrcia plumbea är en myrtenväxtart som först beskrevs av Otto Karl Berg, och fick sitt nu gällande namn av Joáo Rodrigues de Mattos. Myrcia plumbea ingår i släktet Myrcia och familjen myrtenväxter. Inga underarter finns listade i Catalogue of Life.